# 莱昂德罗·内托
莱昂德罗·内托（Leandro Netto de Macedo,1979年5月7日—），巴西足球运动员，司职前鋒。

## 职业生涯
莱昂德罗·内托曾先后效力于葡萄牙、塞尔维亚和巴西的球队，在每一支球队都是队内最犀利的得分手。2001赛季，他是葡萄牙球队科英布拉大學最佳射手，在26场联赛中攻入13个入球。到了2002赛季，莱昂德罗·内托转会到OFK貝爾格萊德，他随后成为OFK貝爾格萊德球队最佳射手，在30场比赛中打进14粒入球。随后几个赛季，莱昂德罗·内托辗转到葡萄牙发展，在2006赛季，他在泰羅芬斯以18场比赛进11球的高效率，再度成为球队最佳射手。
2009赛季，内托加盟中超球队河南建业，在效力的4个赛季中，内托为球队出场101次，打进38球，成为球队最犀利的得分利器。

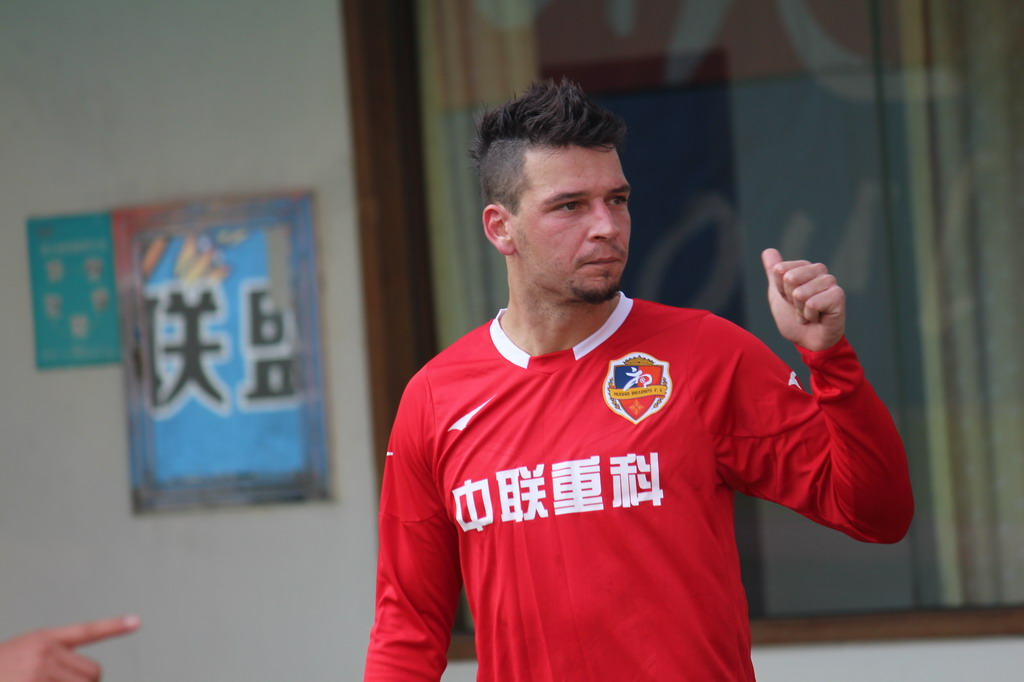
内托在湖南湘涛。

2013年加盟中甲球队湖南湘涛。2013赛季为湖南湘涛队出场28次，攻入14球，为该赛季湘涛保级成功的最大功臣。